# Хаит, Ростислав Валерьевич
Ростисла́в Вале́рьевич Хаи́т (укр. Ростислав Валерійович Хаїт; род. 21 сентября 1971, Одесса, Украинская ССР, СССР) — украинский актёр театра и кино, сценарист, продюсер, телеведущий; заслуженный артист Российской Федерации (2018). Один из основателей комического театра «Квартет И».
Хаит получил известность после роли Славы в спектаклях «День радио» и «День выборов» и в одноимённых фильмах, а также в фильмах «О чём говорят мужчины», «О чём ещё говорят мужчины».

## Биография

### Ранние годы
Родился в Одессе 21 сентября 1971 года. Отец — Валерий Исаакович Хаит (1939—2025) — капитан команды Одесского КВН 1967—1970 годов. Брат — Евгений Хаит (1962—2024) — участник команды КВН ОГУ, с 1991 по 1999 год художественный руководитель «Джентльмен-шоу».
В 1978 году Ростислав учился в одесской школе № 119 вместе с Леонидом Барацем, ставшим его лучшим другом, а затем и коллегой в «Квартете И».

### Личная жизнь
С 2012 года состоит в отношениях с актрисой Ольгой Рыжковой. В конце октября 2023 года у пары родилась дочь Мира.

## Карьера
В начале 1990-х Хаит снимался в программе «Джентльмен-шоу».
В 1993 окончил эстрадный факультет ГИТИСа, тогда художественным руководителем был Владимир Коровин. Вместе с ним учились его коллеги: Леонид Барац, Александр Демидов, а также Камиль Ларин и режиссёр Сергей Петрейков, которые после окончания ГИТИСа создали «Квартет И».

## Общественная позиция
В интервью 2013 года заявил о толерантном отношении к гомосексуалам, положительно оценил деятельность Бориса Ельцина и Михаила Горбачёва, высказал отрицательное мнение о личности Сталина и политике действующих российских властей[значимость факта?].

## Творчество

### Роли в театре
- День выборов — Слава
- День радио — Слава
- Разговоры мужчин среднего возраста о женщинах, кино и алюминиевых вилках — Слава
- Письма и песни мужчин среднего возраста времён караоке, дорожных пробок и высоких цен на нефть — Слава
- Быстрее, чем кролики — Слава
- …в Бореньке чего-то нет — Борис Наумович
- Квартетник — Слава

### Фильмография
- 2007 — День выборов — Слава
- 2008 — День радио — Слава
- 2010 — О чём говорят мужчины — Слава
- 2011 — О чём ещё говорят мужчины — Слава
- 2014 — Быстрее, чем кролики — Слава
- 2016 — Страна чудес — аудитор Виктор Николаевич
- 2016 — День выборов 2 — Слава
- 2018 — О чём говорят мужчины. Продолжение — Слава
- 2019 — Громкая связь — Борис
- 2020 — Обратная связь — Борис
- 2021 — В Бореньке чего-то нет — директор картины Борис Наумович
- 2023 — О чём говорят мужчины. Простые удовольствия — Слава
- 2024 — Один день в Стамбуле — продюсер Костя

#### Дубляж
- 2008 — Вольт — голубь Блэйк Лайвли

### Сценарист
- 2008 — День радио
- День выборов
- 2010 — О чём говорят мужчины
- 2011 — О чём ещё говорят мужчины
- 2011 — Иван Царевич и Серый Волк
- 2013—2014 — Квартет И по Амстелу
- 2014 — Быстрее, чем кролики
- 2015 — Иван Царевич и Серый Волк 3
- 2015 — День выборов 2
- 2015 — Страна чудес
- 2018 — О чем говорят мужчины. Продолжение
- 2018 — Громкая связь
- 2019 — Иван Царевич и Серый Волк 4
- 2020 — Обратная связь
- 2021 сериал — В Бореньке чего-то нет
- 2023 — О чём говорят мужчины. Простые удовольствия

### ТВ
- 1991—1995 — Джентльмен-шоу
- 1994 — Клип «Молодая» Ефрема Амирамова
- 1996 — Клип «Это за окном рассвет» группы «Браво»
- 1997 — Клип «Моряк» группы «Агата Кристи» по сценарию Ренаты Литвиновой
- 1998 — Маленькая смешная передача
- 1999—2000 — С утра попозже
- 2005—2006 — Верю — не верю
- 2007 — Игры разума
- 2009 — Квартет И на РЕН ТВ
- 2011 — Шоу Нибенименехило